# Купырь лесной
Купы́рь лесно́й (лат. Anthríscus sylvéstris) — двулетнее или многолетнее травянистое растение, вид рода Купырь (Anthriscus) семейства Зонтичные (Apiaceae).

## Ботаническое описание

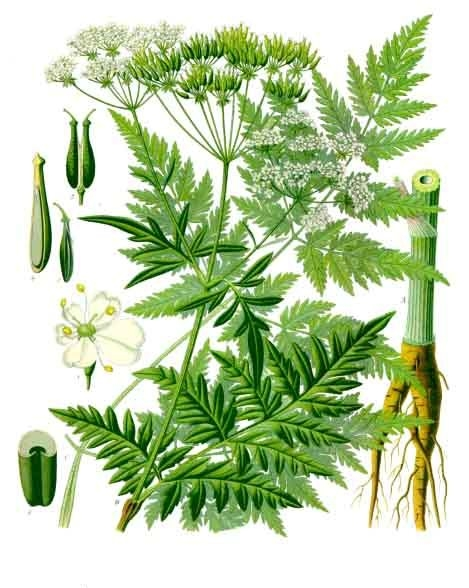
Купырь лесной.

Двулетнее или многолетнее растение высотой 50—150 см.
Стебель прямостоячий, полый, разветвлённый.
Листья в очертании треугольные, трижды перисторассечённые; доли продолговато-яйцевидные или ланцетные, перисто-надрезанные; черешки и влагалища коротковолосистые.
Цветки белые, зонтики на концах стебля и ветвей собраны в щитковидное соцветие.
Плоды яйцевидно-вытянутые, сжатые с боков, гладкие, блестящие.
Цветёт в июне—июле. Плоды созревают в августе—сентябре.

## Распространение
Произрастает на всей территории Европы; в умеренном климате Азии, затрагивая тропические районы Индии и Непала; в Африке встречается от центральных до северных регионов. В России произрастает повсеместно.
Произрастает преимущественно в лесах, образованных серой ольхой, широколиственными породами, ивами, в садах, по опушкам лесов.

## Экология
В основном произрастает на не задернелых или слабо задернованных почвах, где происходит интенсивный процесс нитрификации. Хорошо выносит затенение, но может произрастать и на открытых местах. Выносит около 10 дней затопление полыми водами и слабое заиление. Растёт на почвах различной реакции, но лучше всего на нейтральных. Не выносит интенсивного выпаса. После скашивания хорошо отрастает.

## Химический состав
Корни содержат 20,3 % крахмала, 3,3 % дисахаридов, 5,6 % глюкозы, 10,5 % клетчатки.
В листьях содержится 0,12—0,14 % (иногда до 0,44 %) аскорбиновой кислоты, крахмал, каротин (до 0,015 %), сахара (до 4 %), белок (до 3 %); в плодах и стеблях — эфирное масло (0,05 %). Эфирное масло жёлтого цвета с коричневым оттенком и острым неприятным запахом. В плодах обнаружены более 18 % жирного масла, крахмал (более 20), глюкоза (до 6 %), дисахара (более 3 %), клетчатка (10 %).

## Значение и применение
Данные о поедаемости сельскохозяйственными животными противоречивы. По одним данным, в молодом возрасте листья поедаются удовлетворительно, реже плохо. В Западной Европе считается, что кормление коров приводит к снижению удоев и к увеличению водянистости молока. Листья плохо поедаются гусями. Охотно поедается алтайским маралом (Cervus elaphus sibiricus Severtzow). Для заготовки на сено представляет малую ценность, поскольку плохо сохнет и в сухую погоду листья раструшиваются. Недосушенное растение может портить сено в стогах.
Растение ядовито.
Из весенних молодых листьев купыря, имеющих сильный приятный запах, и нижних мясистых стеблей (в смеси с листьями других салатных растений без запаха) готовят витаминные салаты, ботвинью, окрошку. Варёные корни также можно употреблять в салаты. Стебли и листья можно мариновать и квасить.
Купырь лесной — ценный майско-июньский медонос, даёт нектар.
Стебли и листья купыря лесного окрашивают шерсть в различные тона жёлтого цвета.

## Классификация

### Таксономия
Вид Купырь лесной входит в род Купырь (Anthriscus) семейства Зонтичные (Apiaceae) порядка Зонтикоцветные (Apiales). Кладограмма в соответствии с Системой APG IV:
|  |                                      |  |                                   |                                   |                     |  | ещё 6 семейств | ещё 6 семейств |                |  |                                              |  | еще 13 видов | еще 13 видов |  |
|  |                                      |  |                                   |                                   |                     |  | ещё 6 семейств | ещё 6 семейств |                |  |                                              |  | еще 13 видов | еще 13 видов |  |
|  |                                      |  |                                   | порядок Зонтикоцветные            |                     |  |                |                | род Купырь     |  |                                              |  |              |              |  |
|  |                                      |  |                                   | порядок Зонтикоцветные            |                     |  |                |                | род Купырь     |  | 1 подвид Anthriscus sylvestris subsp. mollis |  |              |              |  |
|  | отдел Цветковые, или Покрытосеменные |  |                                   |                                   | семейство Зонтичные |  |                |                | Купрырь лесной |  |                                              |  |              |              |  |
|  | отдел Цветковые, или Покрытосеменные |  |                                   |                                   |                     |  |                |                |                |  |                                              |  |              |              |  |
|  |                                      |  | ещё 63 порядка цветковых растений | ещё 63 порядка цветковых растений |                     |  |                | ещё 450 родов  | ещё 450 родов  |  |                                              |  |              |              |  |
|  |                                      |  |                                   | ещё 63 порядка цветковых растений |                     |  |                |                | ещё 450 родов  |  |                                              |  |              |              |  |

### Подвиды
В рамках вида выделяют следующие подвиды:
- Anthriscus sylvestris subsp. mollis